# Xanthopimpla circularis
Xanthopimpla circularis är en stekelart som beskrevs av Krieger 1914. Xanthopimpla circularis ingår i släktet Xanthopimpla och familjen brokparasitsteklar. Inga underarter finns listade i Catalogue of Life.